# Toješť
Toješť (Apocynum) je rod rostlin z čeledi toješťovité. Jsou to vytrvalé byliny až keře s jednoduchými vstřícnými listy a zvonkovitými až miskovitými květy. Rod zahrnuje asi 8 druhů a je rozšířen v mírném pásu severní polokoule. Většina zástupců roste v Severní Americe. V Evropě je rod zastoupen jediným druhem Apocynum venetum, který se vyskytuje ve východní části jižní Evropy. Toještě jsou zdrojem pevného, jemného textilního vlákna. Jsou to jedovaté rostliny a mají význam v lékařství.

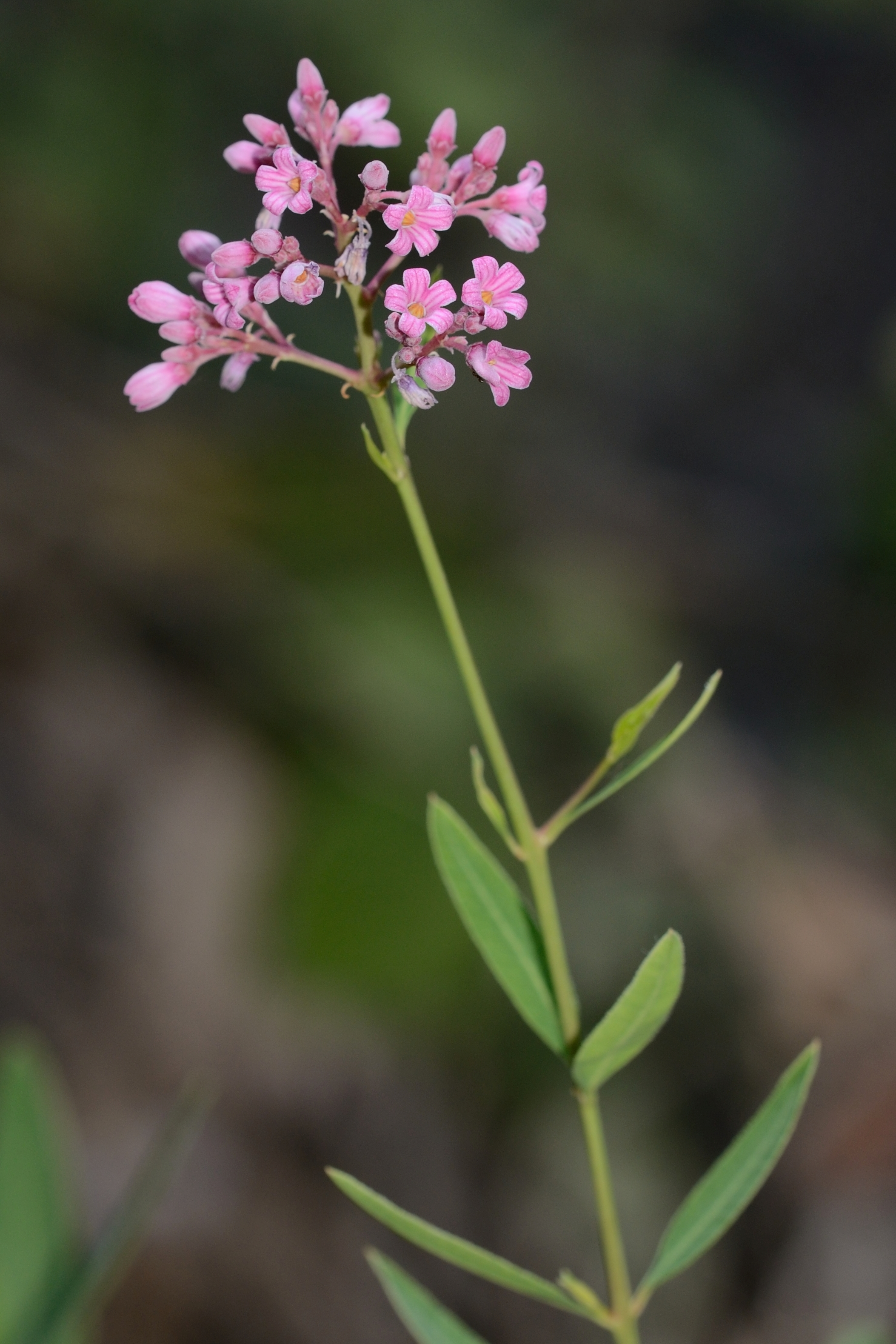
Toješť Apocynum venetum

## Popis
Toještě jsou vytrvalé byliny nebo keře ronící při poranění bílý latex. Listy jsou jednoduché, většinou vstřícné, výjimečně střídavé, řapíkaté nebo přisedlé, se zoubkatým okrajem. Květenství jsou vrcholové thyrsy. Kalich je členěný téměř k bázi v 5 pravidelných laloků. Koruna je zvonkovitá nebo miskovitá, s otevřeným a širokým ústím. Laloky koruny se překrývají směrem doprava. Tyčinky jsou přirostlé na bázi korunní trubky. Prašníky jsou připojené k bliznové hlavě. Gyneceum je polospodní, složené ze 2 volných semeníků obsahujících mnoho vajíček. Plodem je souplodí 2 úzkých, mnohasemenných měchýřků. Plody jsou přímé nebo převislé, na průřezu okrouhlé.

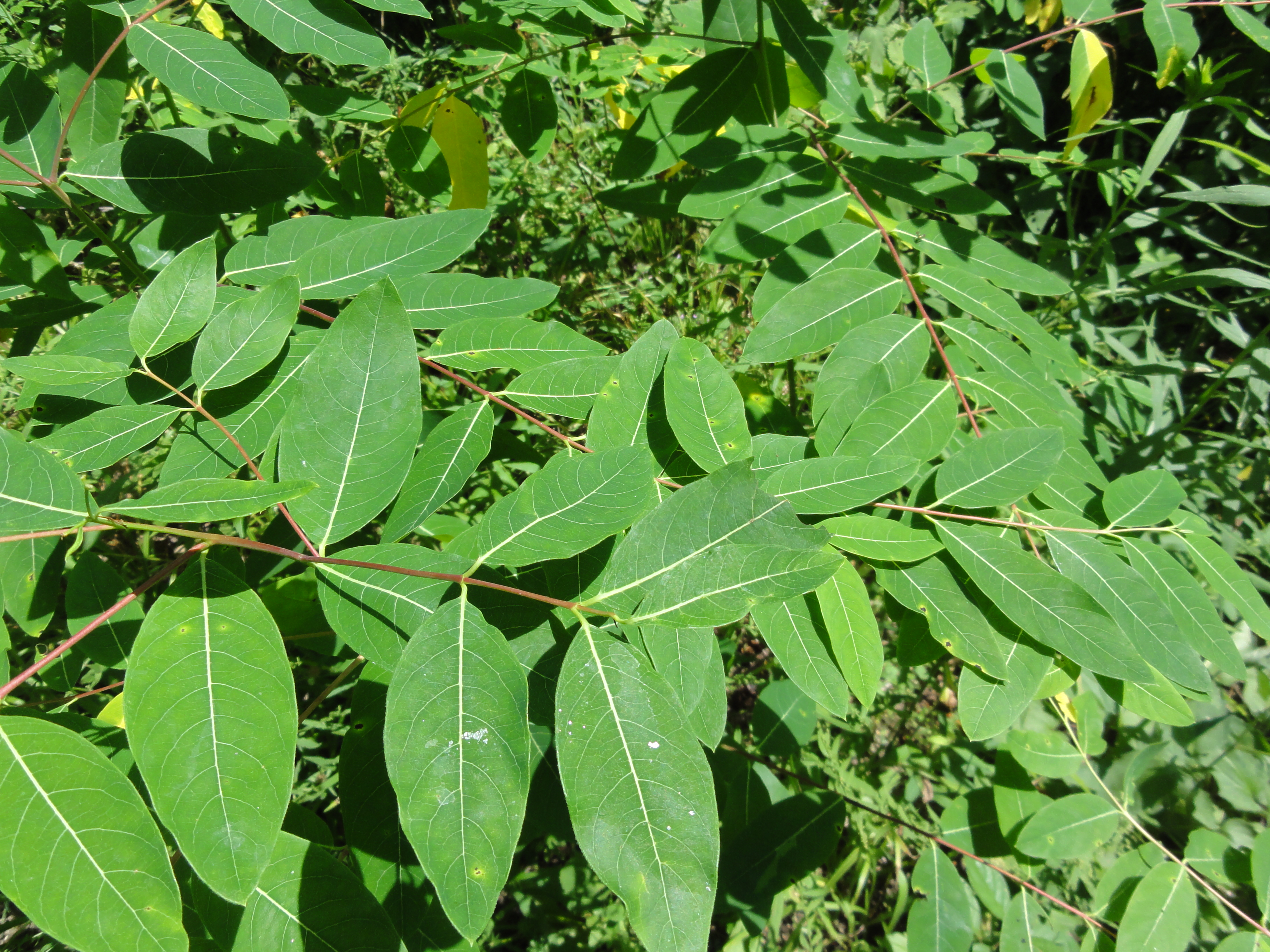
Větévky Apocynum cannabinum
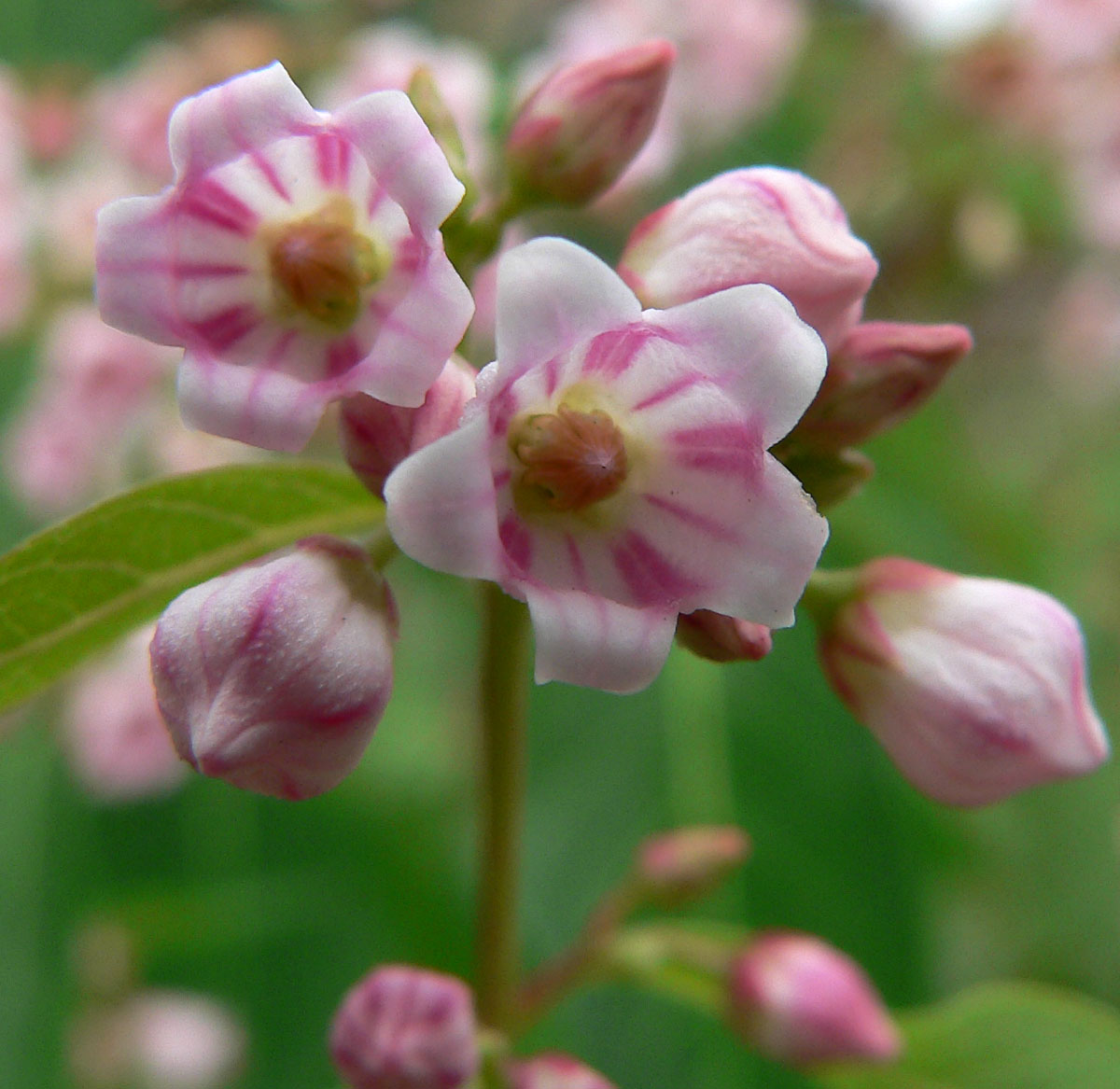
Květy Apocynum androsaemifolium
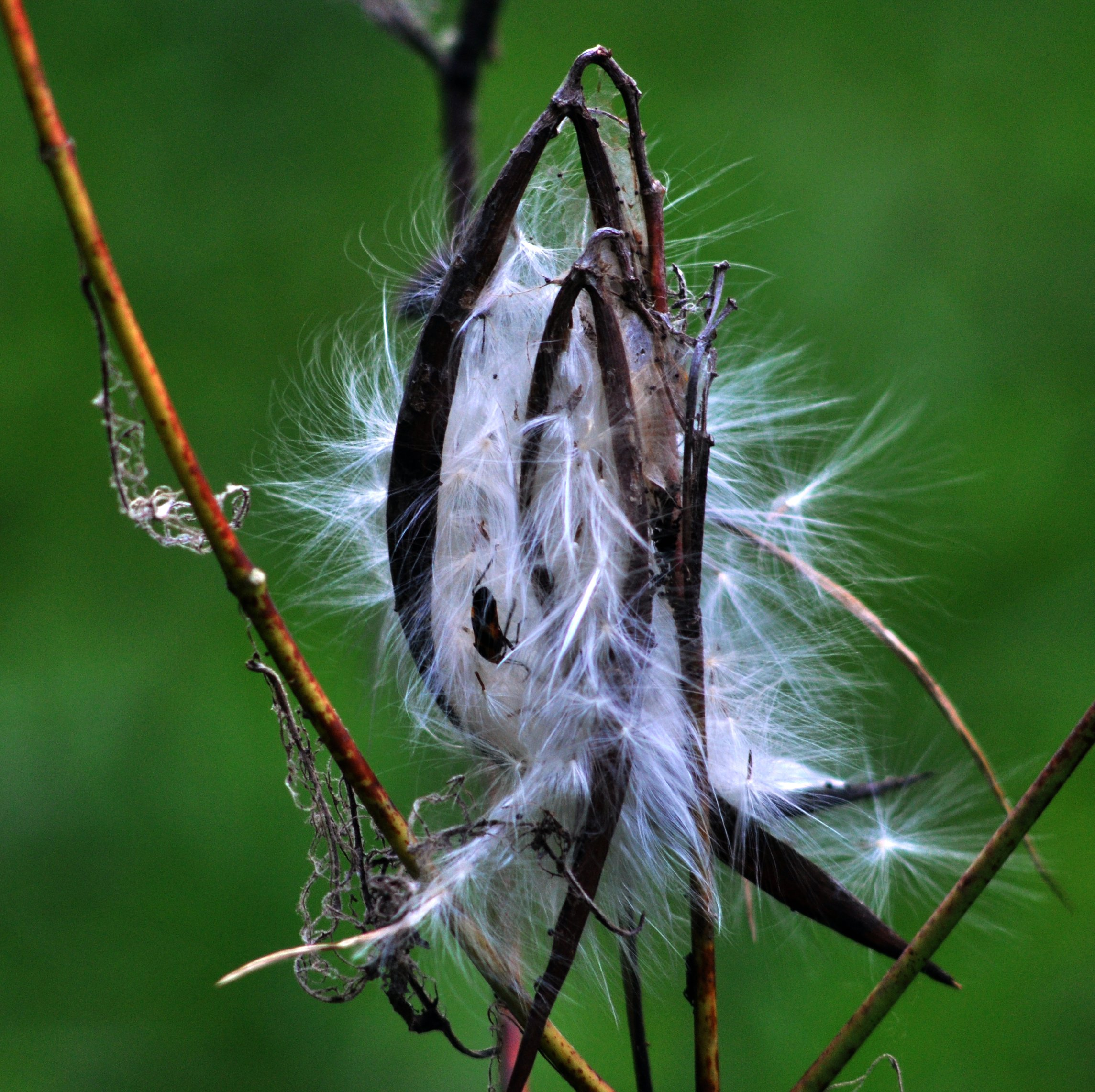
Puklé plody Apocynum cannabinum

## Rozšíření
Rod toješť zahrnuje 7 až 9 druhů. Jako jeden z mála rodů čeledi toješťovité je rozšířen výhradně v mírném pásu severní polokoule. Nejvíce druhů se vyskytuje v Severní Americe, kde jsou rozšířeny od Kanady přes většinu území USA po Mexiko. Do Mexika zasahují 2 druhy.
V Eurasii rostou 2 druhy. Druh A. venetum je rozšířen v jižní Evropě od Itálie na východ a dále přes Rusko, Indii a Čínu po Japonsko. A. pictum roste v Mongolsku, Kazachstánu a severozápadní Číně.

## Obsahové látky a jedovatost
Mezi účinné látky toješťů náležejí mj. srdeční glykosidy (kardenolidy). V čerstvých kořenech A. cannabinum je obsaženo asi 0,3 % těchto glykosidů, zejména cymarinu, apokanosidu a cynokanosidu. Z dalších látek je obsažen apocynin, třísloviny aj.

V listech A. venetum je obsažen mj. d-katechin a flavonoidy rutin a kvercetin.
Toještě jsou jedovaté rostliny. Otrava se po požití projevuje zejména podrážděním trávicího traktu, nauzeou, zvracením a zrychleným dechem. Jako léčivé rostliny mají být užívány pouze pod dohledem specializovaného lékaře.

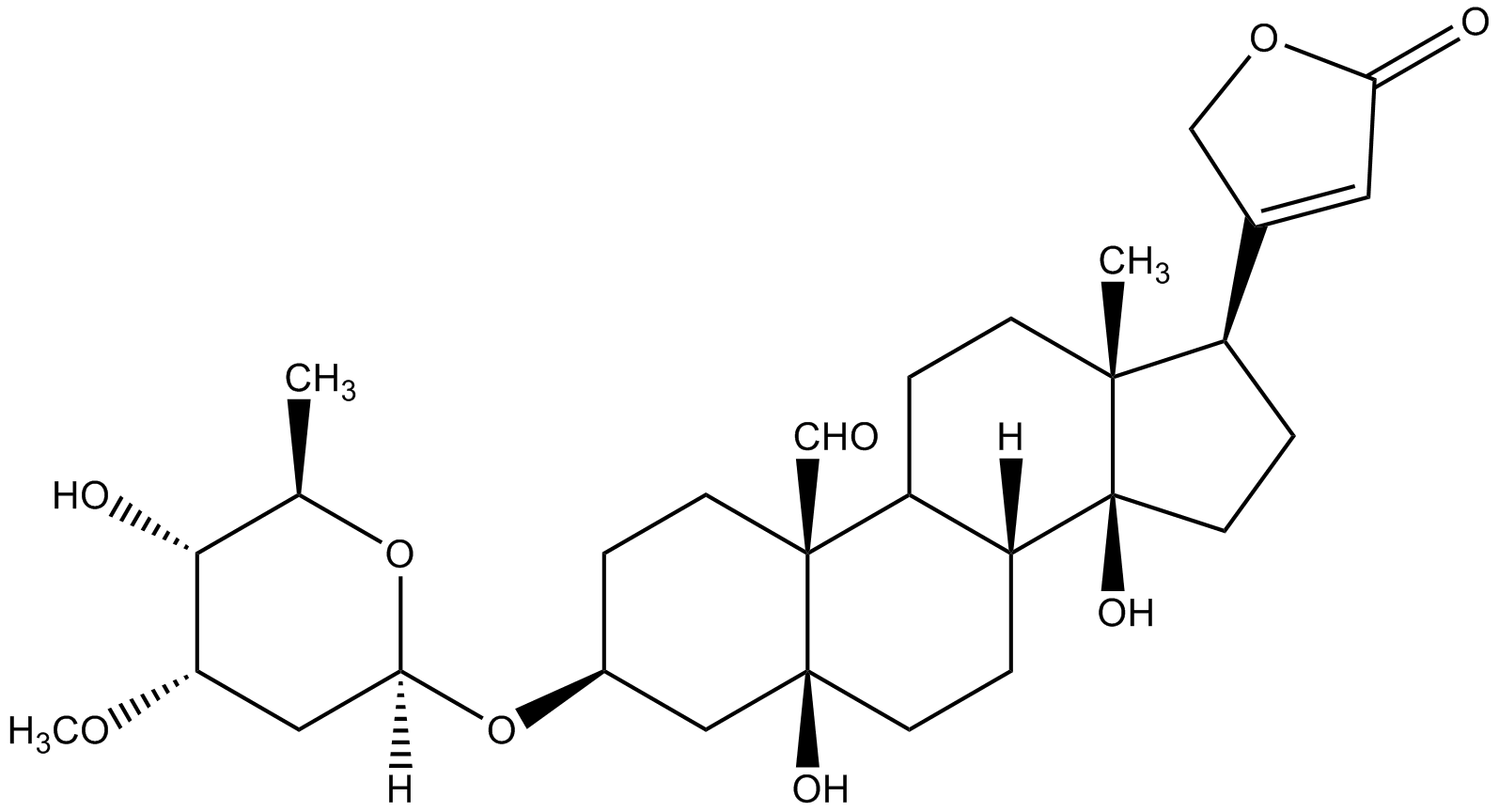
Strukturní vzorec cymarinu
Strukturní vzorec apocyninu

## Taxonomie
Rod Apocynum je společně s blízce příbuzným rodem Cleghornia řazen do subtribu Apocyinae tribu Apocyneae podčeledi Apocynoideae. Některé druhy tohoto rodu byly v minulosti řazeny do rodu Trachomitum.

## Význam
Z vnitřní kůry toješťů je získáváno jemné a pevné textilní vlákno. V Asii se k těmto účelům omezeně pěstuje a využívá A. venetum, v Severní Americe A. cannabinum. Vlákna slouží k výrobě oděvů, plachet a také rybářských sítí, neboť jsou odolná vůči hnilobě. V Číně se vlákna A. venetum používají také k výrobě vysoce kvalitního papíru.
Latex z A. venetum je v Číně používán jako sedativum a při hypertenzi a edému.
 Severoamerický druh A. cannabinum tradičně používali Indiáni k léčení chronických srdečních chorob. Tento druh je využíván i v homeopatii a byly z něj získány glykosidy s protinádorovým působením (cymarin, apokanosid).
 Kořeny A. androsaemum jsou škrobnaté a výživné a po vyvaření hořkých látek sloužily místním domorodcům jako potravina. Rostlina byla používána i jako léčivo.
Toještě jsou občas pěstovány jako sbírkové rostliny v některých českých botanických zahradách.